# Brogyance
Brogyance (horvátul: Brođanci) falu Horvátországban, Eszék-Baranya megyében. Közigazgatásilag Bizovachoz tartozik.

## Fekvése
Eszéktől légvonalban 17, közúton 23 km-re nyugatra, községközpontjától 5 km-re délre, a Szlavóniai-síkságon, az Eszéket Nekcsével összekötő főúttól délre fekszik.

## Története
A Vinogradi (Franjin bostan) nevű őskori lelőhely leleteinek tanúsága szerint területe már ősidők óta lakott. A lelőhely a falutól délre fekvő Vinogradi dűlőben található azon a helyen, melyet a nép már évtizedek óta „Franjin bostannak”, azaz Ferenc kertjének nevez. Erről, a ma részben szántó-, részben legelőterületről a helyi iskolásgyermekek szoktak a történelemórákra cseréptöredékeket hozni. A töredékeket múzeumi vizsgálatuk során a korai újkőkorszakhoz tartozó Starčevo és a középső újkőkorszakhoz tartózó Sopot kultúra emlékeivel azonosították.  
Brogyance települést a szakemberek egyöntetűen középkori eredetűnek tartják, de a középkori településnevekkel máig nem sikerült egyértelműen azonosítani. Engel Pál a Drávántúl középkori topográfiájáról szóló tanulmányában feltűnőnek tartja, hogy Brogyancénak látszólag nincs középkori előzménye, „Vyfalw”, „Hathanch” és „Babareue” falvaknak viszont nincs megfelelője a török defterben. Mivel a Brogyance név a szláv „brod” főnévből származik, mely révet jelöl, valamint a korabeli leírások alapján végül arra a következtetésre jut, hogy az a középkori Babarévének felel meg. A magyar rév és a szláv brod is arra utal, hogy ezen a folyóágakkal szabdalt területen egykor gázlókon lehetett átkelni.
Bizovac község hivatalos oldalán a falu történeténél az 1392-ben a kosvári uradalom tartozékai között szereplő „Keresteleke” vagy „Kiresteleke” nevű birtokkal azonosítják, amely később 1506-ban és 1507-ben „Krysewcz” néven a szombathelyi kastély tartozékai között szerepel. Hivatkoznak még arra, hogy 1745-ben „Brogianc” települést Križevci, Biljanci és Habjanovci mellett említik.
A falu a török elleni felszabadító harcok során elnéptelenedett, majd újratelepült. Az 1698-as kamarai összeírás még nem említi. 1702-ben „pagus Brodianzy” formában írják. A török kiűzése után a valpói uradalom részeként kamarai birtok volt, majd 1721. december 31-én III. Károly az uradalommal együtt Hilleprand von Prandau Péter bárónak adományozta. A Prandau család 1885-ig volt a birtokosa. 
Az első katonai felmérés térképén „Brochaincze” néven található. Lipszky János 1808-ban Budán kiadott repertóriumában „Brogyancze” néven szerepel. Nagy Lajos 1829-ben kiadott művében „Brogyancze” néven 162 házzal, 1026 katolikus vallású lakossal találjuk. A falu első iskoláját 1851-ben építették.
1857-ben 1098, 1910-ben 1376 lakosa volt. Verőce vármegye Eszéki járásához tartozott. 1909-ben felépítették az első vízimalmot, mely elektromos energiát is termelt, ellátva a falu egy részét árammal. Az 1910-es népszámlálás adatai szerint lakosságának 98%-a horvát anyanyelvű volt. A település az első világháború után az új szerb-horvát-szlovén állam, majd később (1929-ben) Jugoszlávia része lett. 1934-ben megalakult a Seljačka sloga egyesület helyi csoportja. 1947-ben a mezőgazdaság fejlesztésére megalakult a „Bolja budučnost” mezőgazdasági munkás egyesület, de 5 év működés után megszüntették. 1991-ben lakosságának 94%-a horvát nemzetiségű volt. A településnek 2011-ben 547 lakosa volt.

## Lakossága
| Lakosság változása | Lakosság változása | Lakosság változása | Lakosság változása | Lakosság változása | Lakosság változása | Lakosság változása | Lakosság változása | Lakosság változása | Lakosság változása | Lakosság változása | Lakosság változása | Lakosság változása | Lakosság változása | Lakosság változása | Lakosság változása |
| ------------------ | ------------------ | ------------------ | ------------------ | ------------------ | ------------------ | ------------------ | ------------------ | ------------------ | ------------------ | ------------------ | ------------------ | ------------------ | ------------------ | ------------------ | ------------------ |
| 1857               | 1869               | 1880               | 1890               | 1900               | 1910               | 1921               | 1931               | 1948               | 1953               | 1961               | 1971               | 1981               | 1991               | 2001               | 2011               |
| 1.098              | 1.248              | 1.100              | 1.178              | 1.281              | 1.376              | 1.346              | 1.429              | 1.372              | 1.289              | 1.163              | 900                | 784                | 668                | 633                | 547                |

## Gazdaság
A lakosság főként mezőgazdasággal foglalkozik és a közeli városokban dolgozik.

## Nevezetességei
Szent Anna tiszteletére szentelt római katolikus plébániatemploma 1798-ban épült késő barokk stílusban. A plébániához Čepinski Martinci, Habjanovci és Novaki Bizovački katolikus hívei tartoznak. A stílusjegyek szerint a késő barokk és a klasszicista stílusjegyek keverékével rendelkező egyhajós épület, amely lekerekített, és a hajónál valamivel keskenyebb szentéllyel rendelkezik. A sekrestye a szentély keleti oldalához csatlakozik. A nyugati főhomlokzat központi tengelyében kétszintes harangtorony található. A kis méretei, valamint a homlokzat és a belső tér szerénysége ellenére a plébániatemplom az egyik legértékesebb késő barokk-klasszicista szakrális épület a valpói régióban.

## Kultúra
KUD Brođanci kulturális és művészeti egyesület.

## Oktatás
A településen a bizovaci Bratoljub Klaić általános iskola területi iskolája működik.

## Sport
- Az NK Gaj Brođanci labdarúgócsapata a megyei 3. ligában szerepel. A klubot 1932-ben alapították.
- SK Omladinac Brođanci asztaliteniszklub.

## Egyesületek
- DVD Brođanci önkéntes tűzoltó egyesület.
- Brođanačka udruga mladih ifjúsági egyesület
- LD „Sokol” Brođanci vadásztársaság.